# 東和浩
東 和浩（ひがし かずひろ、1957年4月25日 - ）は、日本の実業家。福岡県出身。元株式会社りそなホールディングス取締役会長・取締役兼代表執行役社長。元株式会社りそな銀行取締役会長兼代表取締役社長。元一般社団法人大阪銀行協会会長。元一般社団法人信託協会副会長。大阪商工会議所副会頭。2024年4月1日、SOMPOホールディングス株式会社取締役会議長に就任。

## 人物・経歴
福岡県出身。ラ・サール高等学校を経て、1982年、上智大学経済学部卒業。同年4月、埼玉銀行（現・埼玉りそな銀行）入行。その後、りそなホールディングス執行役財務部長、りそな銀行常務執行役員経営管理室担当、りそなホールディングス取締役兼代表執行役副社長、りそな銀行代表取締役副社長兼執行役員等を経て、2013年4月1日付けでりそなホールディングス取締役兼代表執行役社長、りそな銀行代表取締役社長兼執行役員に就任。当時、大手銀行グループの経営トップとして最年少での就任となった。主に財務・企画畑を歩み、資本政策に詳しく、同行の公的資金返済計画を立案・主導してきた。
2017年4月、りそな銀行取締役会長兼代表取締役社長に就任。同年6月、一般社団法人大阪銀行協会会長に就任。
2017年11月、大阪商工会議所副会頭に就任。14年ぶりのりそな銀行から同会議所副会頭への就任となった。
2018年、一般社団法人信託協会副会長。
2020年4月、りそなホールディングス取締役会長、2020年、りそな銀行取締役会長。
2024年4月1日、SOMPOホールディングス株式会社取締役会議長に就任。同社が持株会社制に移行した後、初の社外取締役の議長就任となる。